# Scarface (rappare)
Scarface, eg. Brad Terrance Jordan, född 9 november 1970, är en amerikansk rappare. Scarface startade sin karriär i gruppen Geto Boys men har verkat som soloartist sedan 1991. Han har bland annat gjort låtarna "My Block" och "Smile" (med Tupac Shakur).  Han har även samarbetat med andra stora artister, bl.a. Ice Cube, Dr.Dre och Master P.

## Diskografi
- 1991 – Mr. Scarface Is Back
- 1993 – The World Is Yours
- 1994 – The Diary
- 1997 – Untouchable
- 2000 – The Last of a Dying Breed
- 2002 – The Fix
- 2003 – Balls and My Word
- 2005 – The Fire
- 2006 – Face the King
- 2006 – One Hunid
- 2006 – The Product
- 2006 – My Homies
- 2006 – 2 Face
- 2007 – Realistic
- 2007 – MADE
- 2008 – My Life the Struggles of a Changed Man
- 2008 – Emeritus
- 2010 – Dopeman Music